# Reinbek
Reinbek (pronunciación alemana: /ˈʁaɪ̯nˌbeːk/ⓘ) es una ciudad situada en el distrito de Stormarn, en el estado federado de Schleswig-Holstein (Alemania), con una población a finales de 2016 de unos 27 366 habitantes.
Se encuentra ubicada al sur del estado, al noreste de Hamburgo y el río Elba y al suroeste de la ciudad de Lübeck.